# Nationwide Arena
Nationwide Arena is een multifunctionele arena in Columbus, Ohio, Verenigde Staten. Sinds de voltooiing in 2000 is de arena de thuisbasis van de Columbus Blue Jackets van de National Hockey League. Met een totale capaciteit van 19.500 is het de grootste indoorarena van de staat Ohio.
Het gebouw is een van de twee faciliteiten in Columbus, samen met het Greater Columbus Convention Center, dat evenementen organiseert tijdens de jaarlijkse Arnold Classic, een sport- en fitnessevenement georganiseerd door acteur, bodybuilder en voormalig gouverneur van Arnold Schwarzenegger in Californië.

## Eigendom
De locatie is vernoemd naar de oorspronkelijke eigenaar van de arena, Nationwide Mutual Insurance Company, waarvan het hoofdkantoor tegenover de arena is gevestigd.